# Neujahrsrücken
Der Neujahrsrücken ist ein etwas isolierter Gebirgskamm im ostantarktischen Viktorialand. Er ragt nordöstlich des Onlooker Nunatak und nordwestlich der Alamein Range im Rennick-Gletscher auf.
Wissenschaftler der deutschen Expedition GANOVEX III (1982–1983) nahmen seine Benennung vor. Namensgebend ist der Umstand, dass von ihnen hier der Neujahrstag 1983 gefeiert wurde.